# 西大乘教
大乘教，为与闻香教（东大乘教）区分，称为西大乘教。西大乘教以皇姑寺为基地，历代教主均为女性。

## 概述
西大乘教以皇姑寺为基地，以皇姑寺的祖师吕菩萨为第一代祖师。传说：吕菩萨曾劝阻明英宗亲征瓦剌，吕菩萨又保佑明英宗被瓦剌俘虏后化险为夷，因此明英宗下旨为吕菩萨修建了皇姑寺。
西大乘教实际创教者是第五代祖师归圆。归圆，嘉靖四十一年（1561年）生，九岁立志出家，隆庆五年，归圆十二岁，开始仿照罗教“五部六册”，编制“五部六册”，即《销释大乘宝卷》《销释显性宝卷》《稍释圆通宝卷》《销释圆觉宝卷》《销释收圆行觉宝卷》，万历元年（1573年）编写完成。西大乘教以无生老母和佛教观世音菩萨为一体，归圆是观音菩萨化身。
民间传言明神宗生母李太后是“九莲菩萨”化身，李太后也自称九莲菩萨。隆庆六年（1572年），明神宗登基，李太后向皇姑寺捐赠了一口大钟，钟上刻“天地三界十方万灵真宰”，即无生老母之别名。万历四年（1576年），明神宗在京西为太后修建慈寿寺，供奉“九莲菩萨”。万历十二年（1584年），定西侯蒋建元和永康侯徐文炜领衔捐资，重印西大乘教“五部六册”，蒋建元为之作序。李太后死后，万历四十二年，明神宗为李太后上“九莲菩萨”尊号。万历四十四年，明神宗还印造了《佛说大慈至圣九莲菩萨化身度世真经》（《九莲经》）。马西沙认为，“九莲”在民间宗教中象征未来的白阳期，“九莲菩萨”传言是民间宗教在推动；李太后暗自信奉西大乘教；西大乘教教主，就是皇姑寺住持。